# Luzitanija
Luzitanija (latinsko Lvsitania ali Hispania Lvsitania, portugalsko Lusitânia, špansko Lusitania), rimska provinca, ustanovljena leta 27 pr. n. št.. Obsegala je skoraj celo sodobno Portugalsko južno od reke Douro in del sodobne Španije (pokrajina Estremadura in majhen del province Salamanca). Ime je dobila po Luzitanih ali Luzitancih. Njeno upravno središče je bila Emerita Augusta, sedanja Mérida v Španiji. 
Rimljani so na njeno ozemlje prvič prišli sredi 2. stoletja pr. n. št..  Sledile so vojne z luzitanskimi plemeni, ki so trajale od leta 155 do 139 pr. n. št..

## Luzitanci
Luzitanci so bili indoevropsko govoreče ljudstvo, ki se je v zahodno Iberijo naselilo v 6. stoletju pr. n. št.. Njihova etnogeneza še vedno ni povsem jasna. Nekateri sodobni avtorji domnevajo, da so bili keltizirano domorodno ljudstvo, ki je nastalo morda tudi z mešanjem več plemen.
Arheolog Scarlat Lambrino trdi, da so bili Luzitanci skupina plemen keltskega porekla, sorodna z Luzoni, ki so bili naseljeni na vzhodu Iberskega polotoka. Nekateri strokovnjaki trdijo, da sta se obe plemeni doselili iz švicarskih gora.
Luzitanci so najprej kolonizirali dolino reke Douro in pokrajino Beira Alta v sedanji Portugalski. V Beiri so ostali do poraza s Kelti in drugimi plemeni, potem pa so se razširili na ozemlje, ki je pred prihodom Rimljanov segalo do Estremadure.

## Vojna z Rimom
Luzitance je prvi omenil Livij leta 218 pr. n. št. kot ljudstvo, ki se je vojskovalo na kartažanski strani. Proti Rimu so se vojskovali leta 194 pr. n. št., včasih tudi skupaj z drugimi kelt-iberskimi plemeni. 
Leta 179 pr. n. št. je pretor Lucij Postumij Albin slavil triumf nad Luzitanci. Luzitanci pod Punikovim (Πουνίκου, ki je bil morda Kartažan) poveljstvom so leta 155 prvič in zatem pod Cezarjevim (Καίσαρος) poveljstvom še drugič prodrli do Gibraltarja, kjer jih je porazil pretor Lucij Mumij Ahaik.  
Od leta 152 pr. n. št. dalje je imela Rimska republika težave pri rektrutiranju vojakov za vojne v Hispaniji, ker so bile domnevno izredno krute. Leta 150 pr. n. št. je pretor Servij Sulpicij Galba sklenil z Luzitanci lažno premirje in jih med proslavljanjem novega zavezništva neusmiljeno poklal, preživele pa prodal v suženjstvo. Pokol je sprožil nov upor pod Viriatovim vodstvom. Viriat je uspešno vodil gverilsko vojno proti Rimljanom in njihovim lokalnim zaveznikom, vendar so ga že leta 139 pr. n. št. ubili podkupljeni izdajalci. Dve leti kasneje je prokonzul Decim Junij Brut Kalaik opravil uspešen vojni pohod proti Luzitancem in prodrl na sever do reke Minho. 
Prokonzul Kalaik in senator Gaj Marij, izvoljen leta 113 pr. n. št., sta izvojevala še več pomembnih zmag, Luzitanci pa so kljub temu se še vedno upirali v dolgi gverilski vojni. Okoli leta 80 pr. n. št. se jim je pridružil tudi odpadniški rimski general Sertorij. V letih 28-24 pr. n. št. jih je dokončno porazil Gaj Avgust Oktavijan.

## Rimska provinca

### Delitev pod Avgustom (25-20 pr. n. št.)
Z osvojitvijo Luzitanije, Asturije in Galicije je Rim zaključil osvajanje Iberskega polotoka. Cesar Avgust je leta 25–20 pr. n. št. (ali 16-13 pr. n. št.) Iberijo razdelil na province Tarakonsko Hispanijo na vzhodu in severu, Hispanijo Betiko na jugozahodu in Luzitanijo na zahodu. Luzitanija je prvotno posedovala tudi ozemlje Asturije in Galicije, kateri so kasneje odcepili in ju priključili k novi provinci Tarakonski Hispaniji. Preostali del province se je preimenoval v Lusitania et Vettones. Njena severna meja je potekala po reki Douro, njena vzhodna meja pa skozi Salmantico  (Salamanca) in Caesarobrigo (Talavera de la Reina) do reke Anas (Guadiana).
Med zadnjimi vojnimi operacijami za pokoritev Hispanije so Rimljani ustanovili mesta Asturica Augusta (Astorga) in Bracara Augusta (Braga) na severu in Emerita Augusta (Mérida) na jugu. V slednji so naselili zaslužne pripadnike (emeritus) V. legije Alaudae in X. legije Gemina. 
V obdobju med Avgustom in Klavdijem je bila Luzitanija razdeljena na tri sodna okrožja (conventus iuridicus) z upravnimi središči, v katerih so bili sodišče ter rimske in domorodne skupščine:
- Conventus Emeritensis, z upravnim središčem v Emerita Augusta (Mérida, Španija)
- Conventus Scalabitanus, z upravnim središčem v Scalabis Iulia (Santarém, Portugalska)
- Conventus Pacensis, z upravnim središčem v Pax Iulia (Beja, Portugalska).

Okrožja so upravljali guvernerji.
Konventi so vladali skupno 46 populis, med katerimi je bilo pet rimskih kolonij: Emerita Augusta (Mérida), Pax Iulia (Beja), Scalabis (Santarém), Norba Caesarina in Metellinum. Felicitas Iulia Olisipo (Lizbona) je bila rimska mestna občina, druga tri mesta (Ebora (Évora), Myrtilis Iulia (Mértola) in Salacia (Alcácer do Sal) pa so imela star latinski status. Drugih 37 populis, med njimi Aeminium (Coimbra), Balsa (Tavira) ali Mirobriga (Santiago do Cacém), so spadali v razred stipendarii. Poleg njih so bila še mesta Ossonoba (Faro), Cetobriga (Tróia, Setúbal), Collippo (Leiria) ali Arabriga (Alenquer).

### Delitev pod Dioklecijanom
Luzitanija je pod Dioklecijanom obdržala svoje meje in svoje guvernerje, ki so bili sprva praeses in kasneje konzuli. Leta 298 je bila z drugimi iberskimi provincami združena v diocezo Hispanijo (Diocesis Hispaniarum).

### Guvernerji
- Sekst (morda Gaj) Julij Saturnin
- Mark Salvij Oton Cezar Avgust, guverner od leta 58 do 68[5]
- Sekst Tigidij Peren
- Vetij Agorij Pretekstat

### Kolonije in municipiji
- Colonia Metellinum (Medellín, Badajoz)
- Colonia Norba Caesarina (Cáceres)
- Colonia Augusta Emerita (Mérida), upravno središče province
- Colonia Civitas Pacensis (Beja, Portugalska)
- Colonia Scalabis Preasidium Iulium (Santarém, Portugalska)

- Municipium Caesarobriga (Talavera de la Reina, Toledo)
- Municipium Augustobriga (Talavera la Vieja, Cáceres)
- Municipium Aeminium (Coimbra, Portugalska)
- Municipium Conimbriga
- Municipium Salmantica (Salamanca)
- Municipium Caurium (Coria, Cáceres)
- Municipium Turgalium (Trujillo, Cáceres)
- Municipium Capara (Cáparra, Cáceres)
- Municipium Olisipo (Lisboa, Portugalska)
- Municipium Egitandiorum (Idanha-a-Velha, Portugalska)
- Municipium Regina Turdulorum (Casas de Reina, Badajoz)
- Municipium Lacobriga (Lagos, Portugalska)

### Ugledni Luzitanci
- Viriat, na Portugalskem in v Španiji poznan kot Viriato, najpomembnejši voditelj luzitanskega odpora proti rimskemu širjenju v zahodno Iberijo.
- Gaj Apulej Dioklej, dirkač s konjskimi vpregami iz prve polovice 2. stoletja.

## Portugalska raba imena
Naziv Luzitanija se predvsem v leposlovju pogosto uporablja kot drug naziv za Portugalsko. V 16. stoletju se je Nova Lusitânia imenovala portugalska kolonija, ki se je kasneje razvila v Brazilijo. V uporabi sta tudi izraza luzofon, ki pomeni portugalsko govoreče prebivalce, in Luzitanik, ki pomeni pripadnika Skupnosti portugalsko govorečih držav, ki so bile nekoč potrugalske kolonije in imajo skupno dediščino. Veda o portugaskem jeziku, kulturi in literaturi se imenuje luzitanistika. 